# Sibirische Tanne

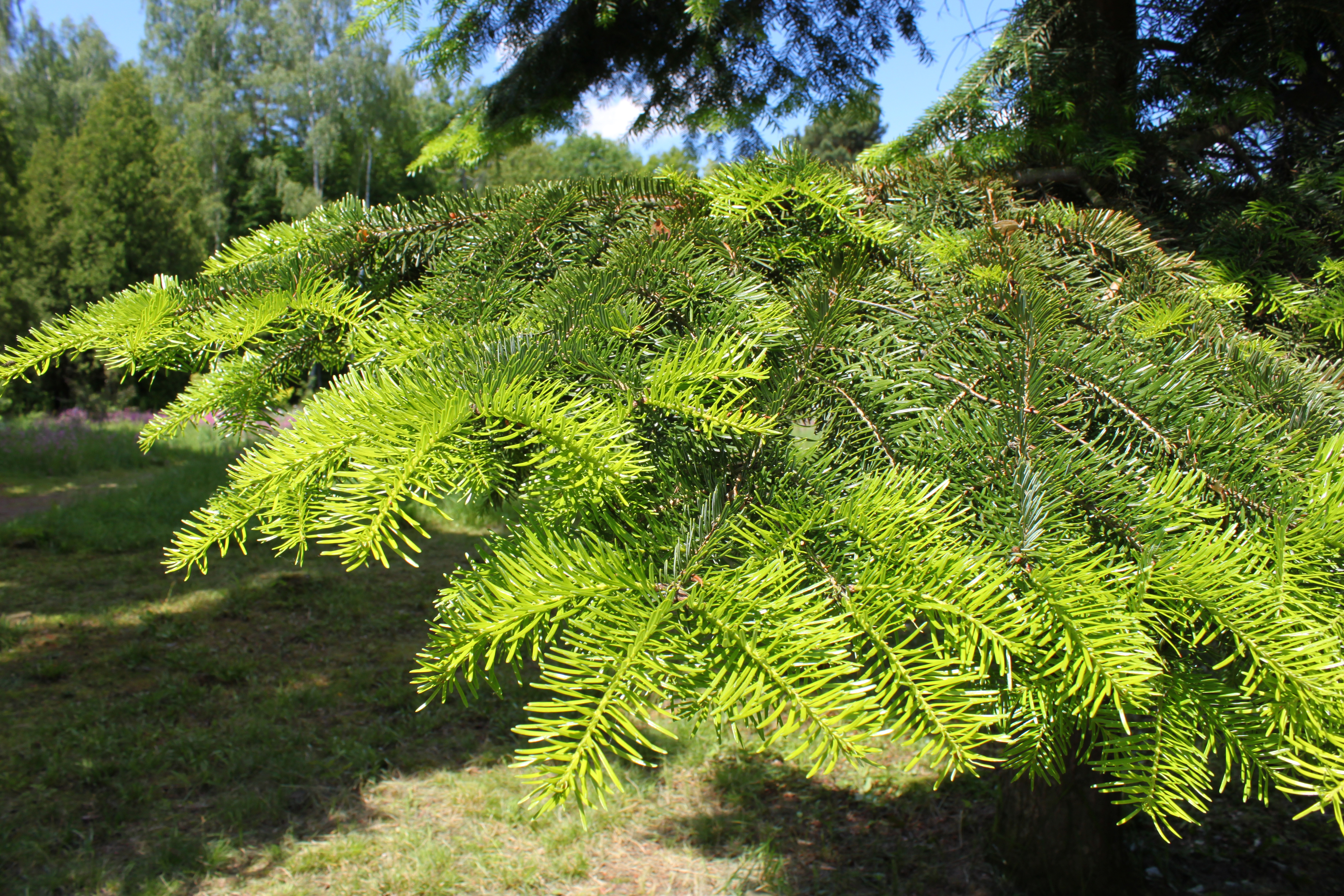
Zweige mit Nadeln

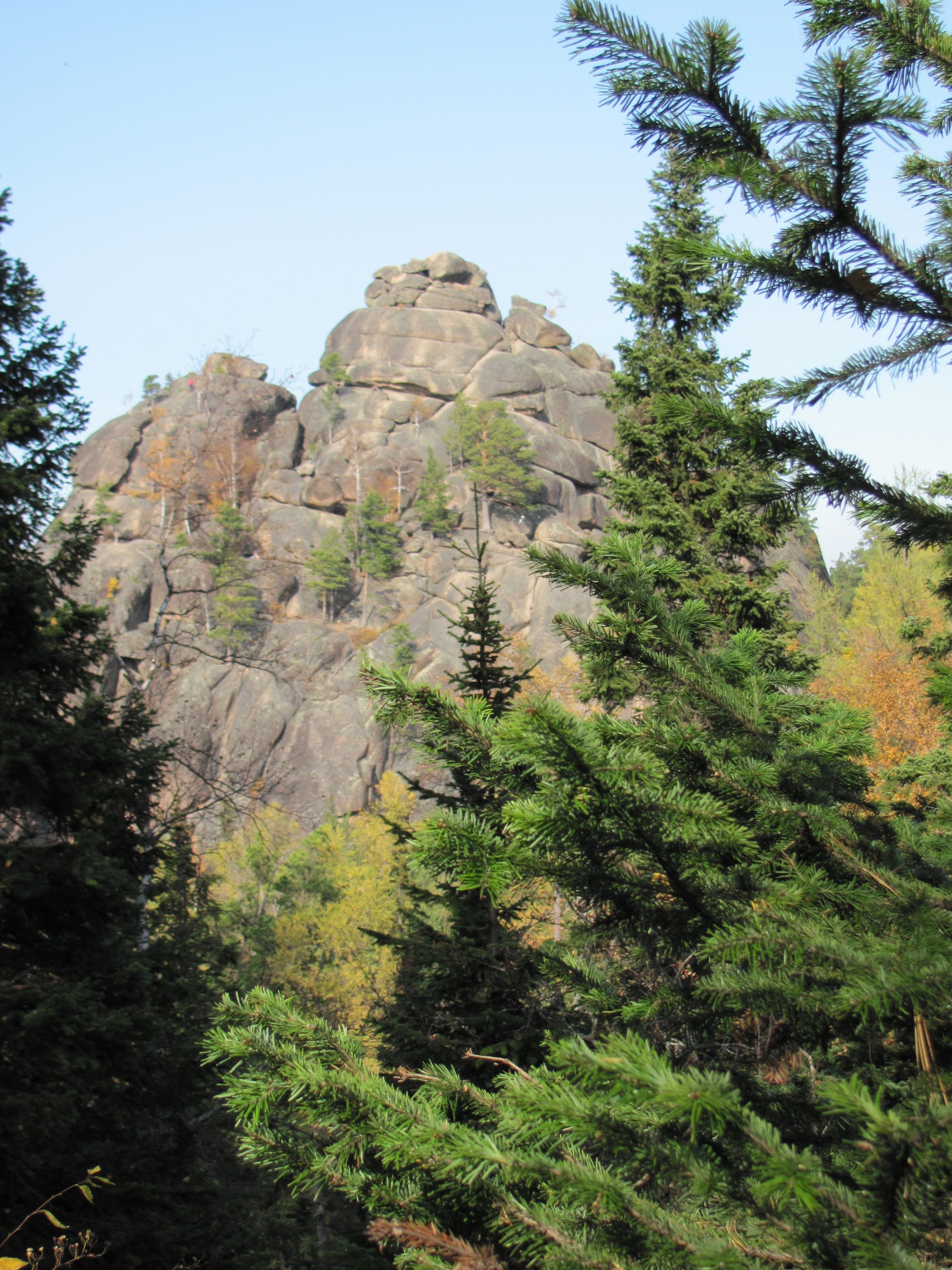
Abies sibirica bei Krasnojarsk

Die Sibirische Tanne (Abies sibirica) ist ein mittelgroßer Nadelbaum aus der Gattung der Tannen in der Familie der Kieferngewächse. Ihr Verbreitungsgebiet befindet sich in Russland, in Nord- und Mittelasien und der Mongolei, eine Unterart findet man in Kirgisistan. Sie wird als nicht gefährdet eingestuft.

## Beschreibung
Die Sibirische Tanne ist ein 35 bis 40 Meter hoher Baum mit einem Brusthöhendurchmesser von bis zu 1 Meter. Sie hat eine glatte, graue oder graubraune Rinde mit zahlreichen Harzbeulen, die erst bei älteren Bäumen in Platten aufbricht. Die grauen bis graubraunen Zweige sind dünn weiß behaart. Die Knospen sind klein, halbkugelförmig und stark harzig.
Die Nadeln auf der Oberseite der Zweige stehen dicht und sind nach vorn gerichtet. Auf der Zweigunterseite sind sie länger und stehen waagrecht. Die Nadeln werden 1,5 bis 3,5 Zentimeter lang und 1 bis 1,3 Millimeter breit. Sie sind abgerundet oder zweispitzig und haben zwei Harzkanäle. Die Oberseite ist gefurcht und zeigt zwei bis drei kurze Spaltöffnungsstreifen an der Spitze. Auf der Unterseite befinden sich zwei graue Spaltöffnungsbänder.
Die Zapfen sind zylindrisch und werden 5 bis 9,5 Zentimeter lang und 2,5 bis 3,5 Zentimeter breit. Sie sind anfangs bläulich und im reifen Zustand braun. Die Schuppen sind breit keilförmig, die Deckschuppen sind verborgen. Die Samen werden etwa 7 Millimeter lang und haben einen keilförmigen, 0,7 bis 1,3 Millimeter langen Flügel.
Die Bestäubung erfolgt im Mai, die Zapfen reifen von Oktober bis November.
Die Chromosomenzahl beträgt 2n = 24, seltener 36 oder 48.

## Verbreitung und Ökologie
Das natürliche Verbreitungsgebiet der Sibirischen Tanne erstreckt sich von Russland bis nach Nord- und Mittelasien und in die Mongolei. Dort wächst sie in kühlfeuchten Wäldern auf durchlässigen, frischen bis feuchten, sauren bis neutralen, sandig- bis kiesig-humosen, nährstoffreichen Böden an sonnigen bis lichtschattigen Standorten. Sie ist meist frosthart vermeidet jedoch kalkhaltige Böden. Man findet von etwa Meereshöhe bis in Höhen von 2000 Meter, die Unterart semenovii bis in 2850 Meter. Es gibt Reinbestände doch findet man sie meist zusammen mit anderen Nadelbäumen wie der Sibirischen Fichte (Picea obovata), der Dahurischen Lärche (Larix gmelinii), in höheren Lagen auch mit der Sibirischen Lärche (Larix sibirica) und der Sibirischen Zirbelkiefer (Pinus sibirica). Man findet sie auch zusammen mit der Hänge-Birke (Betula pendula), der Zitter-Pappel (Populus tremula), der Eberesche (Sorbus aucuparia) und dem Gewöhnlichen Schneeball (Viburnum opulus), im südwestlichen Teil des Verbreitungsgebiets auch mit der Winter-Linde (Tilia cordata), der Bergulme (Ulmus scabra) und dem Spitzahorn (Acer platanoides).
In der Roten Liste der IUCN werden beide Unterarten der Sibirischen Tanne als nicht gefährdet („Lower Risk/least concern“) geführt.

## Systematik und Forschungsgeschichte
Die Sibirische Tanne (Abies sibirica) ist eine Art aus der Gattung der Tannen (Abies) in der Familie der Kieferngewächse (Pinaceae). Sie wird der Sektion  Balsameae zugeordnet. Sie wurde vom deutschen Botaniker Carl Friedrich von Ledebour 1833 im 4. Band seiner Flora Altaica erstbeschrieben. Synonyme sind Pinus sibirica (Ledeb.) Turcz. non Du Tour, Abies pichta J. Forbes und Picea pichta (J. Forbes) Loudon.
Es werden zwei Unterarten anerkannt:
- Abies sibirica subsp. sibirica: Sie kommt vom europäischen Russland bis zum fernöstlichen Russland vor.[10]
- Abies sibirica subsp. semenovii (B. Fedtschenko) Farjon (Synonym Abies semenovii B. Fedtschenko). Abies sibirica subsp. semenovii unterscheidet sich durch stark gefurchte Zweige, schmälere Harzkanäle, gelblich-braune Samenzapfen und breitere Tragblätter.[3] Ihr Verbreitungsgebiet befindet sich in Kirgisistan[10], wo sie in Höhenlagen von 1300 bis 2850 Metern vorkommt.[5]

Die Sibirische Tanne bildet in China mit der Ostsibirischen Tanne (Abies nephrolepis) die natürliche Hybride Abies × sibirico-nephrolepis Taken. & J.J.Chien.

## Verwendung
Das Holz der Sibirischen Tanne wird zur Herstellung von Bauholz, Möbel und Holzstoff verwendet.

## Nachweise